# بدر بندر
بدر بندر الشمري لاعب كرة قدم سعودي.
كانت بداياته مع نادي الباطن وأعاره الباطن إلى أولمبي نادي الفيصلي في مطلع 2016 ولعب معهم 4 شهور وعاد بعدها إلى الباطن وإنتقل إلى نادي العروبة عام 2017 و انتقل إلى نادي الوطني في عام 2018 و لعب في عام 2022 مع نادي عفيف.

## روابط خارجية
- بدر بندر على موقع Soccerway.com (الإنجليزية)